# Cykówiec
Cykówiec – wieś w Polsce położona w województwie wielkopolskim, w powiecie grodziskim, w gminie Kamieniec.
Wieś szlachecka Czikowo minor położona była w 1581 roku w powiecie kościańskim województwa poznańskiego.
Wieś powstała jako osada olęderska. W okresie Wielkiego Księstwa Poznańskiego (1815-1848) miejscowość wzmiankowana jako Cykówko Olendry należała do wsi mniejszych w ówczesnym pruskim powiecie Kosten rejencji poznańskiej. Cykówko Olendry należało do okręgu wielichowskiego tego powiatu i stanowiło część majątku Cykowo, który należał wówczas do Biegańskiego. Według spisu urzędowego z 1837 roku Cykówko Olendry liczyło 45 mieszkańców, którzy zamieszkiwali 8 dymów (domostw).
W latach 1975–1998 miejscowość administracyjnie należała do województwa poznańskiego.